# Quincieu
Quincieu – miejscowość i gmina we Francji, w regionie Owernia-Rodan-Alpy, w departamencie Isère.
Według danych na rok 1990 gminę zamieszkiwały 73 osoby, a gęstość zaludnienia wynosiła 15 osób/km² (wśród 2880 gmin regionu Rodan-Alpy Quincieu plasuje się na 1546. miejscu pod względem liczby ludności, natomiast pod względem powierzchni na miejscu 1524.).